# Saint-Benin-des-Bois
Saint-Benin-des-Bois – miejscowość i gmina we Francji, w regionie Burgundia-Franche-Comté, w departamencie Nièvre.
Według danych na rok 1990 gminę zamieszkiwało 161 osób, a gęstość zaludnienia wynosiła 8 osób/km² (wśród 2044 gmin Burgundii Saint-Benin-des-Bois plasuje się na 750. miejscu pod względem liczby ludności, natomiast pod względem powierzchni na miejscu 437.).